# Léopold Anne-Marie de Nucé
Léopold Anne Marie Joseph Nucé, né le 22 juillet 1740 à Innsbruck (Tyrol), mort après le 9 juillet 1806, est un général suisse de la Révolution française.

## États de service
Il entre en service en 1758, comme enseigne dans le régiment de Charles de Lorraine gouverneur général des Pays-Bas autrichiens, et il devient lieutenant le 15 juillet 1759. Il participe à toutes les batailles de 1758 à 1762. Le 29 avril 1764, il passe sous-lieutenant au service de la France, dans le régiment de Courten, lieutenant le 5 avril 1766, et capitaine le 6 juin 1784. Il est fait chevalier de Saint-Louis le 10 avril 1791.
Le 13 avril 1792, il est nommé lieutenant-colonel au 101e régiment d’infanterie, et le 19 août 1792, puis provisoirement colonel. Il est promu maréchal de camp le 25 septembre 1792, à l’armée des Pyrénées. Le 27 avril 1793, au début de la guerre entre la Convention et l'Espagne, il commande la place forte de Saint-Jean-Pied-de-Port, et le 7 août, il est suspendu de ses fonctions par les représentants du peuple à l’armée des Pyrénées orientales.
Il est réhabilité le 31 mars 1795, et remis en activité avec le grade de général de brigade. Commandant à Bruxelles le 1er novembre 1795, il démissionne le 15 novembre suivant.
Il est élu membre du corps législatif helvétique le 16 avril 1798, représentant du Valais au grand conseil, il est démissionné le 7 août 1800. Il est admis à la retraite le 20 juin 1801, avec le grade de chef de brigade.
Il meurt après le 9 juillet 1806.

## Sources
- (en) « Generals Who Served in the French Army during the Period 1789 - 1814: Eberle to Exelmans »
- (pl) « Napoléon.org.pl »
- Étienne Charavay, Correspondance général de Carnot, tome 1, imprimerie Nationale, 1893, p. 309.
- Pierre-Alain Putallaz, « Nucé, Léopold de » dans le Dictionnaire historique de la Suisse en ligne, version du 18 août 2009.
- Georges Six :  Dictionnaire biographique des généraux et amiraux français de la Révolution et de l'Empire : 1792-1814. Tome 2 (K à Z)